# معبد شريناثجي (البحرين)
معبد شريناثجي هو معبد هندوسي تراثي في المنامة أنشئ عام 1817، وهو معبد مخصص للورد شريناثجي،  وهو شكل من أشكال كريشنا إله هندوسي، يتجلى في طفل يبلغ من العمر سبع سنوات. يقع المعبد في عاصمة البحرين المنامة.

## التاريخ
تم بناء المعبد في عام 1817 من قبل مجتمع ثاتاي الهندوسي، الذي هاجر من السند قبل تقسيم الهند.

## الزوار الرئيسيين
في عام 2019، زار رئيس الوزراء الهندي ناريندرا مودي البحرين، وفي أثناء ذلك، زار المعبد، وأطلق خطة تجديد للمعبد بقيمة 4.2 مليون دولار.

## معرض الصور

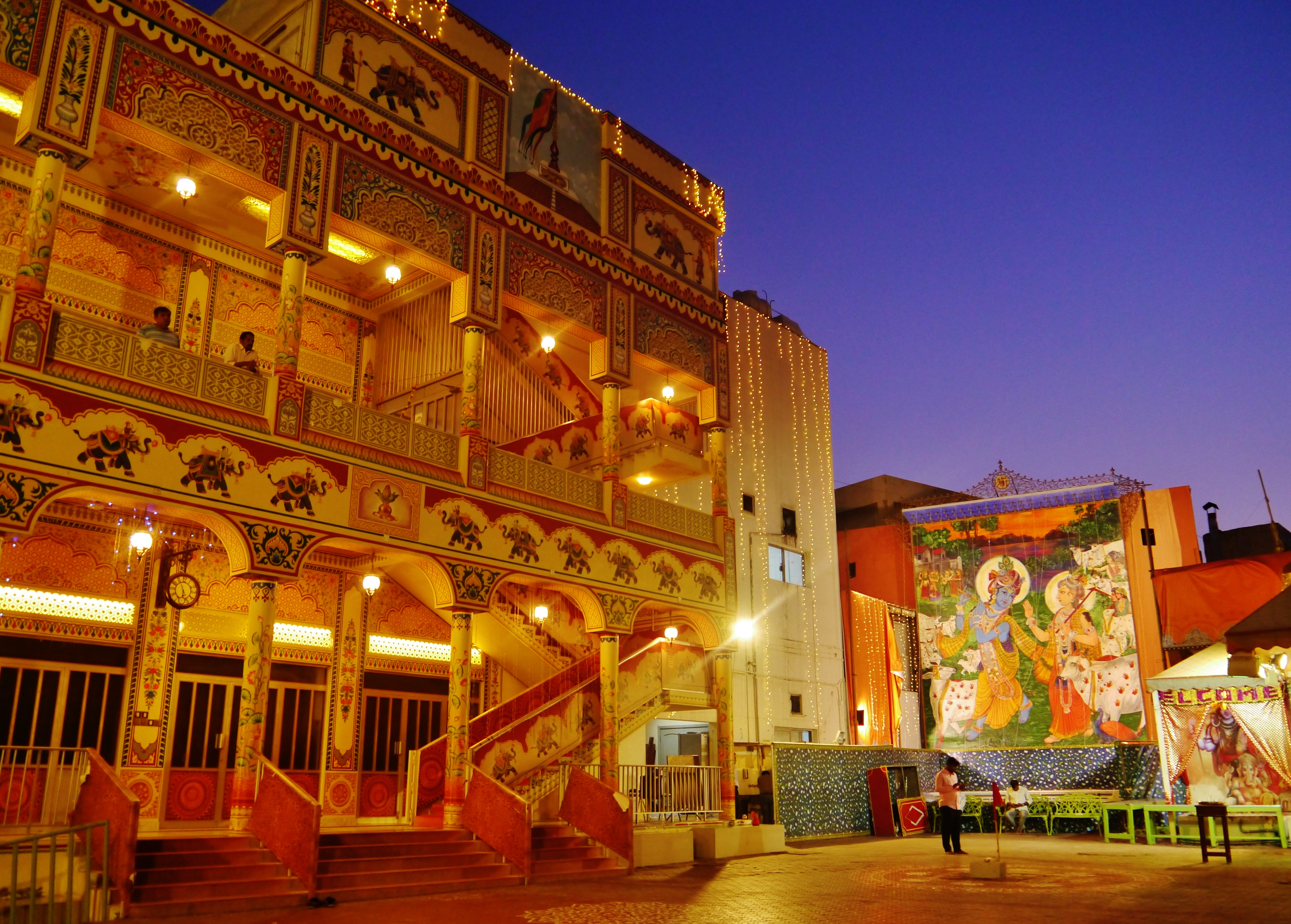
بناء معبد شريناثجي
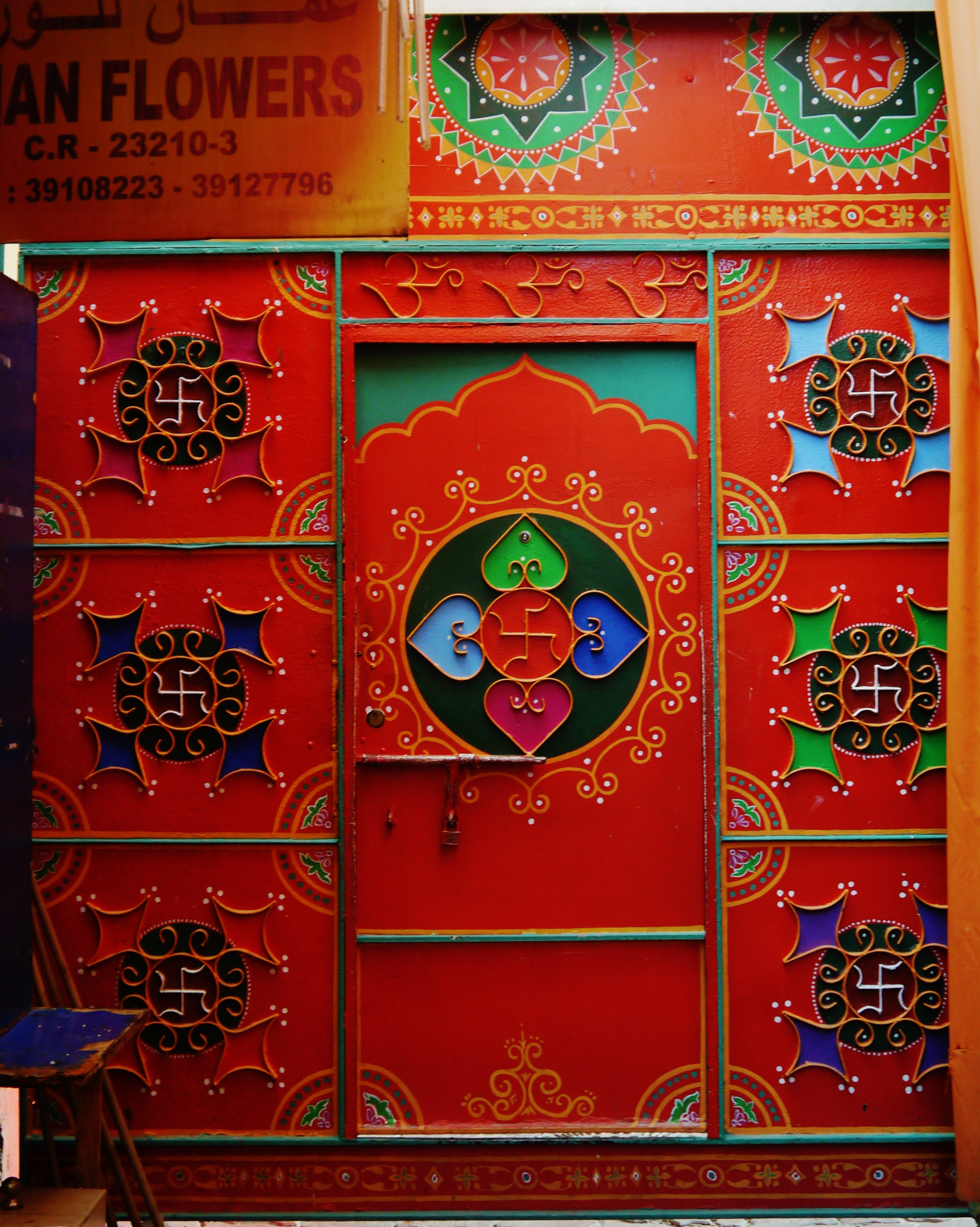
باب المعبد
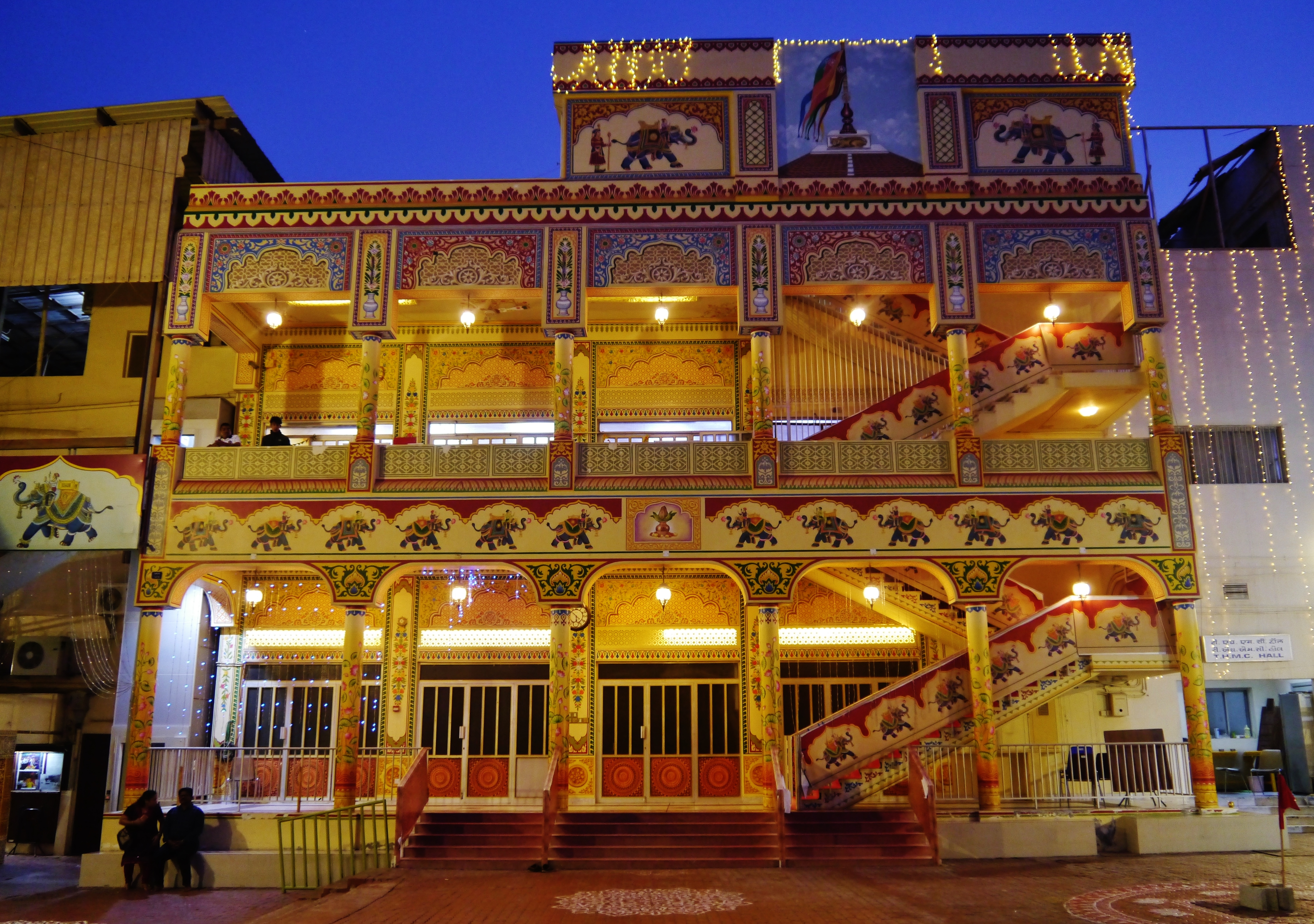
بناء من طابقين
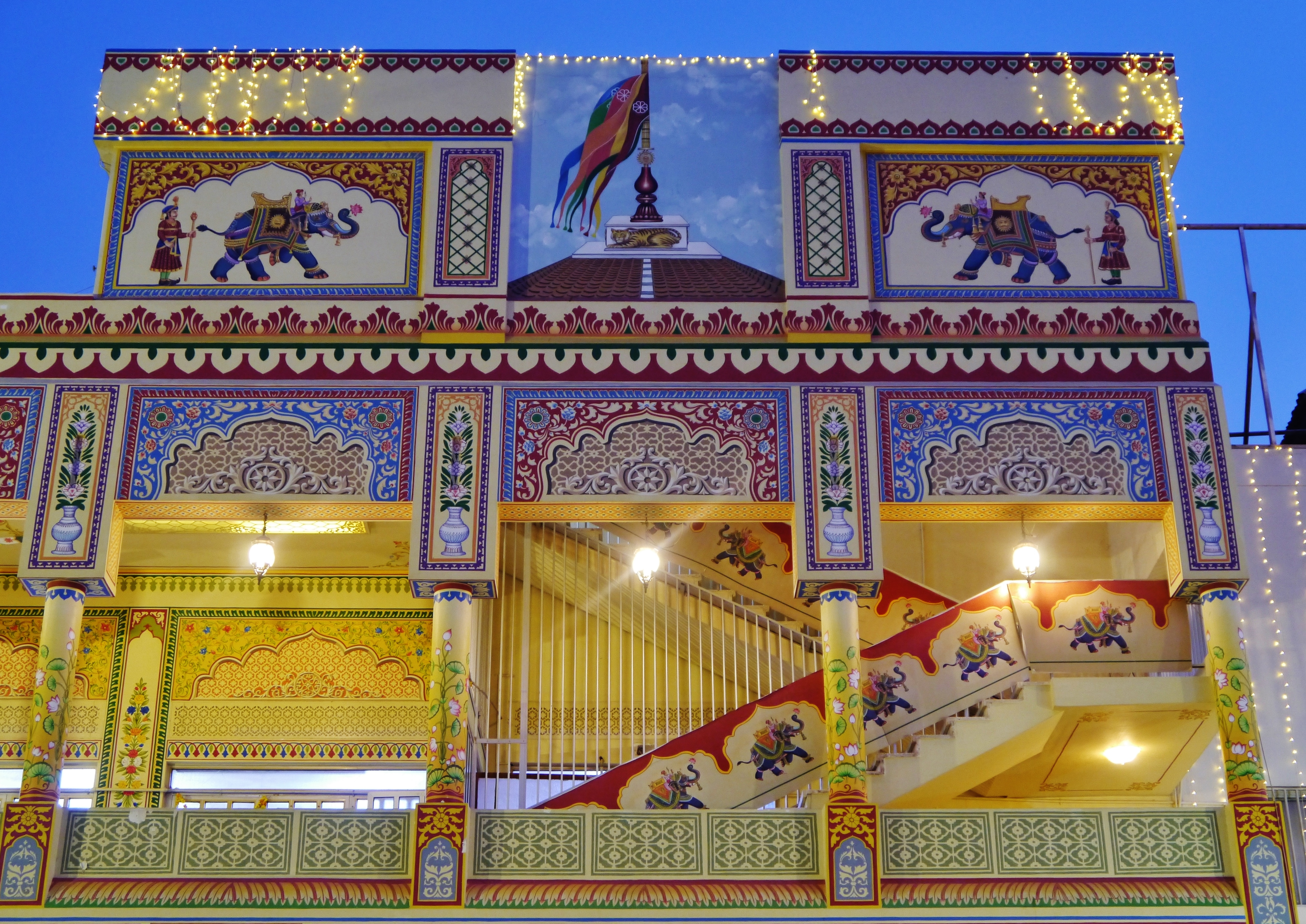
أعمال الأزهار والشواية المعقدة
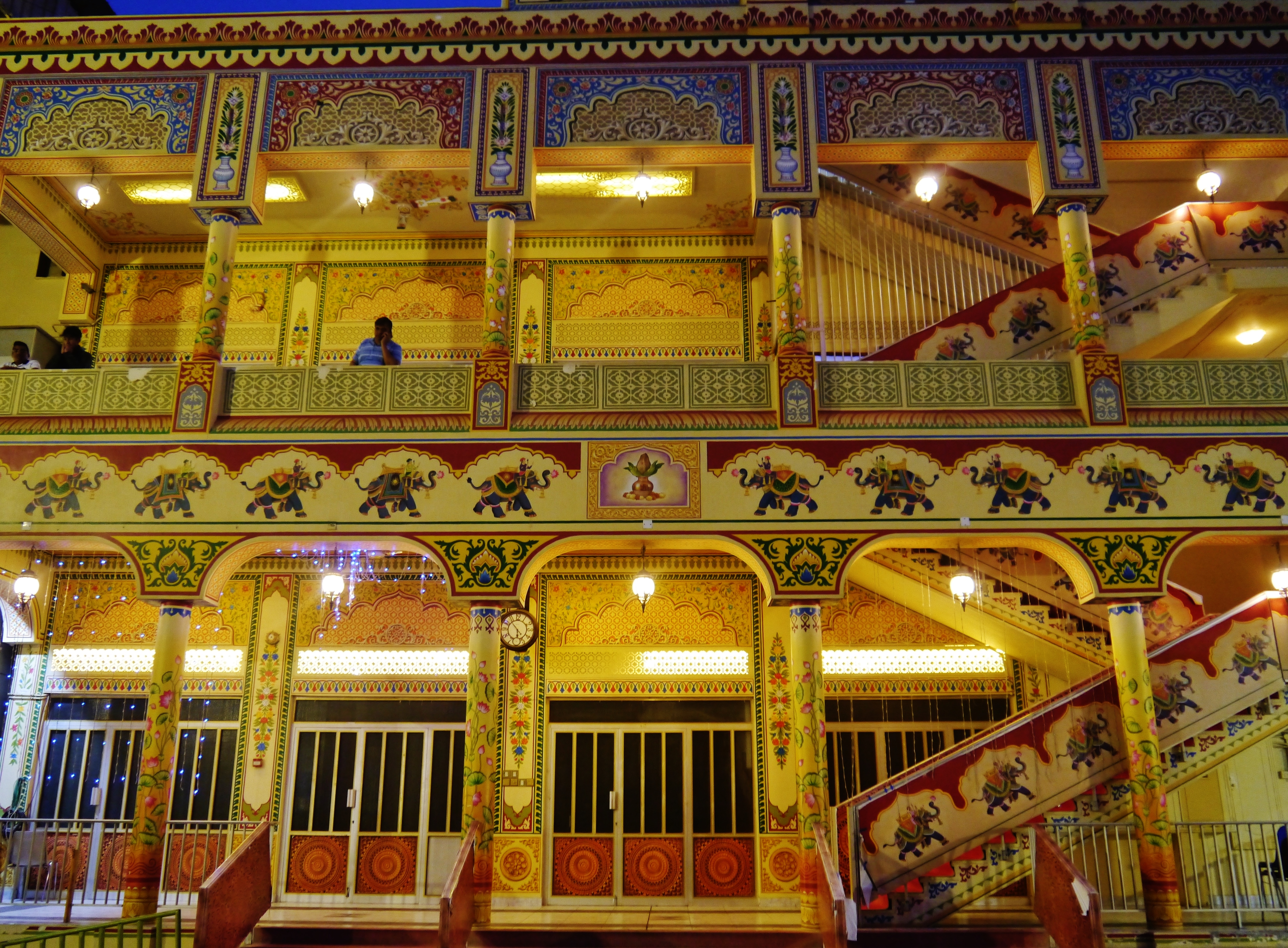
أفيال كاباريسون وكلاش
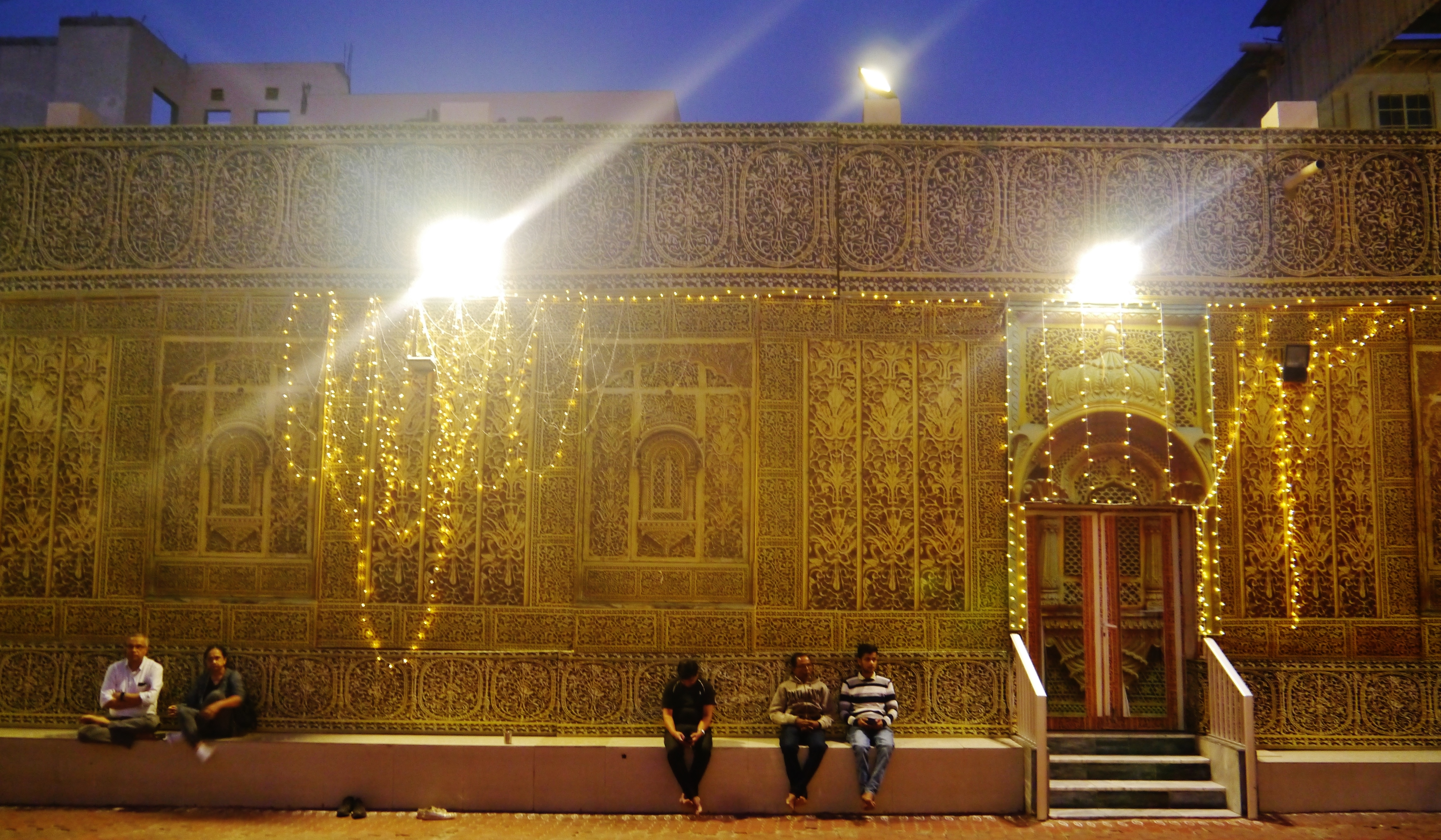
منطقة الجلوس
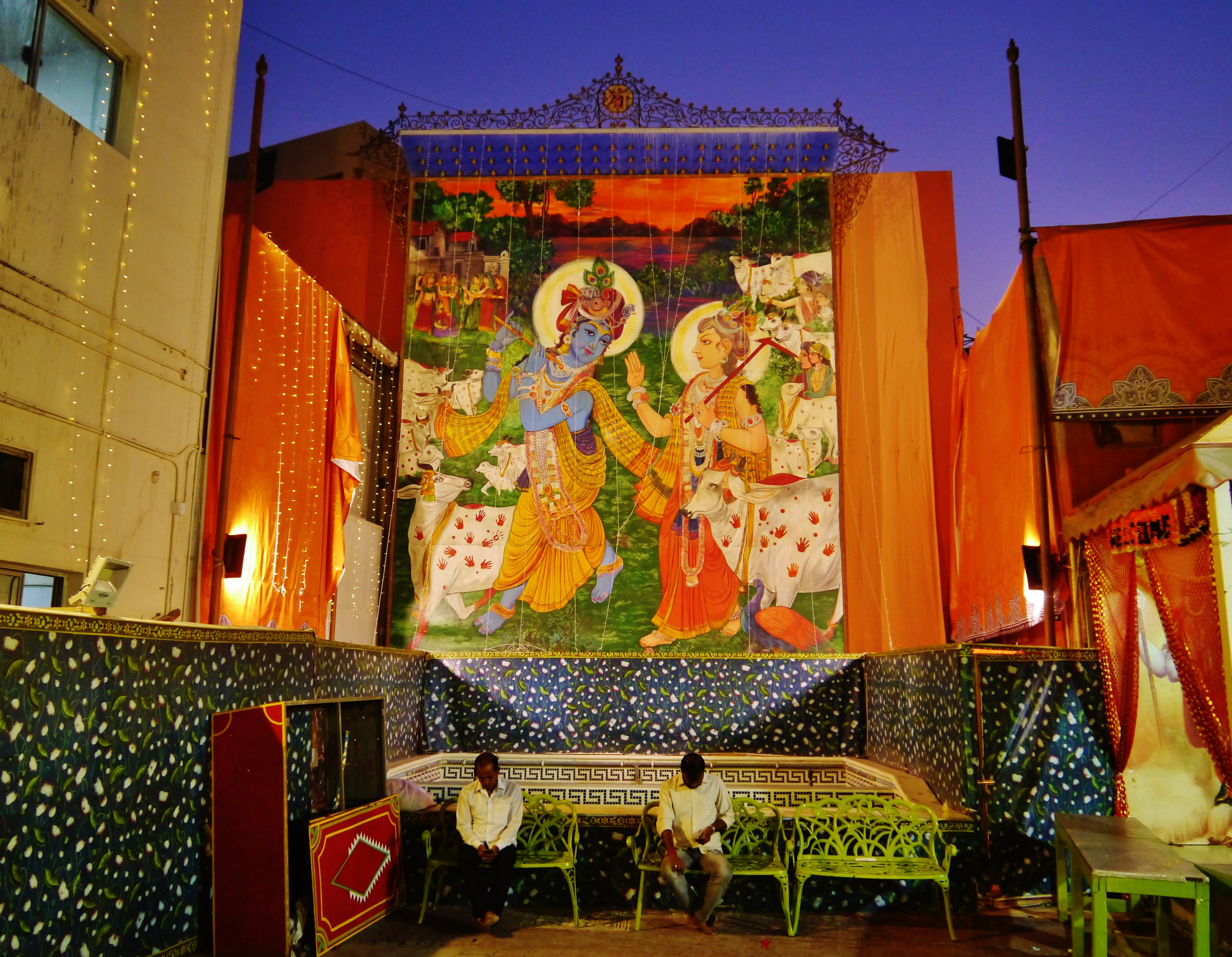
فناء المعبد
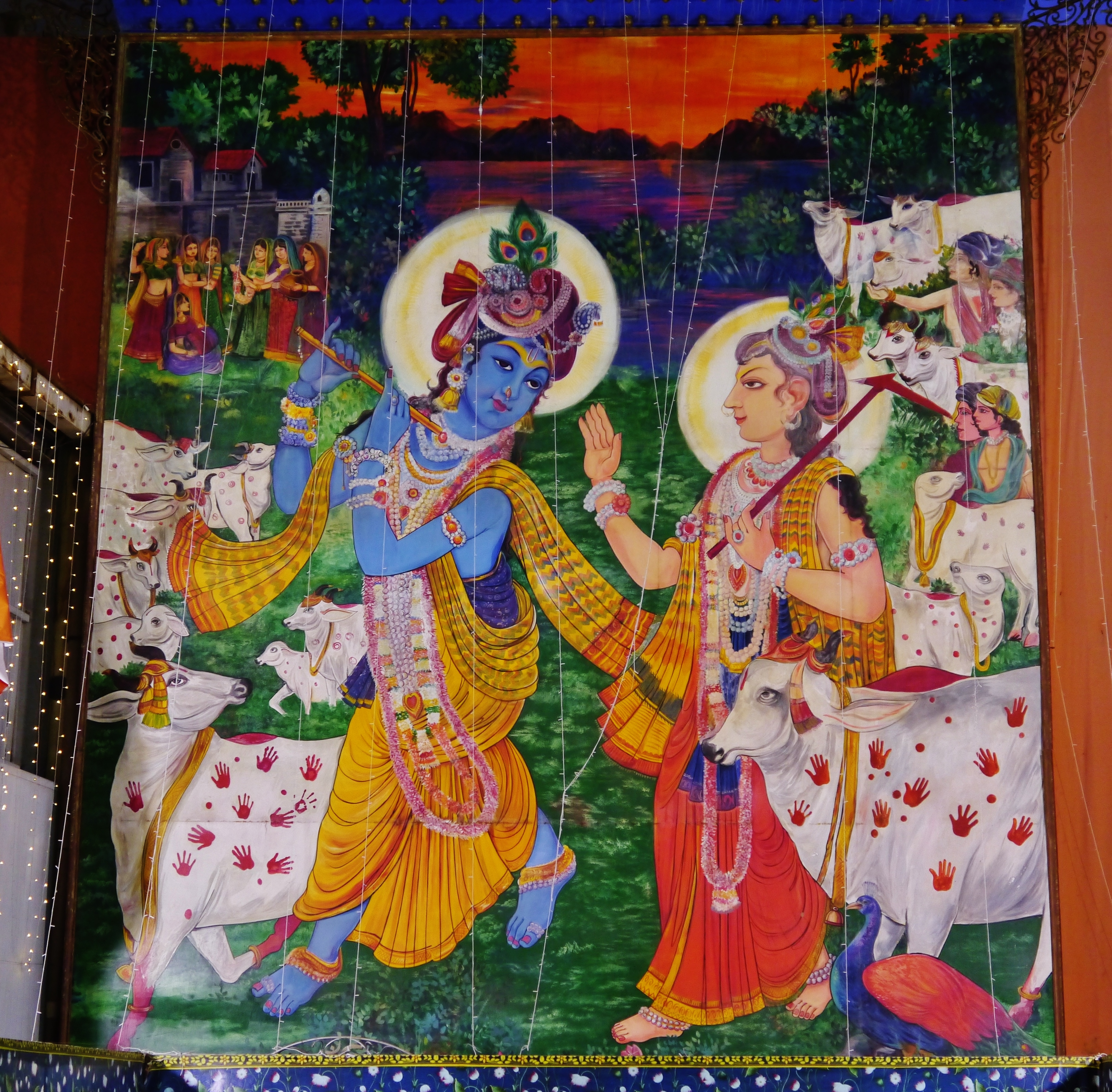
كريشنا وبالاراما
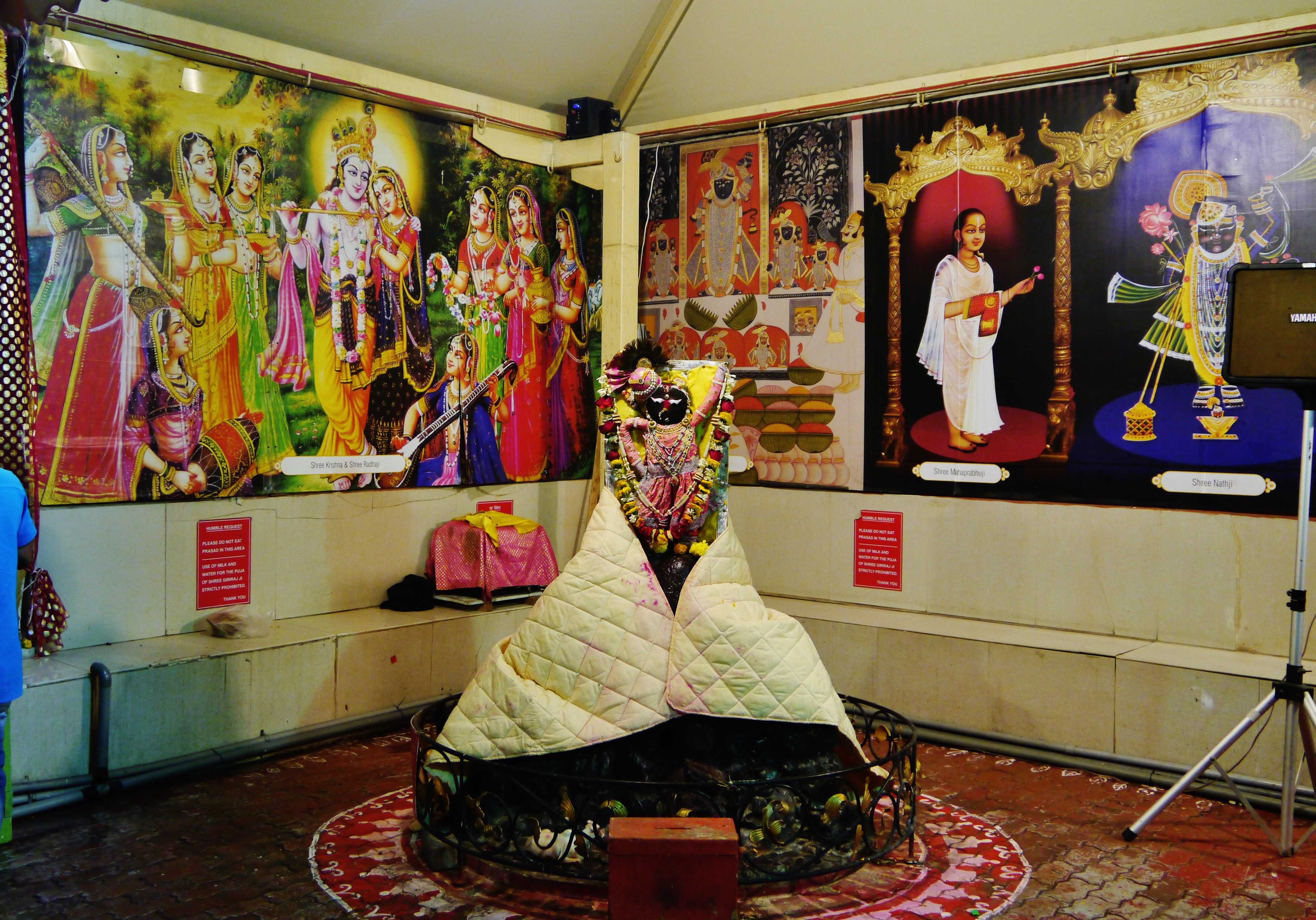
شريناثجي
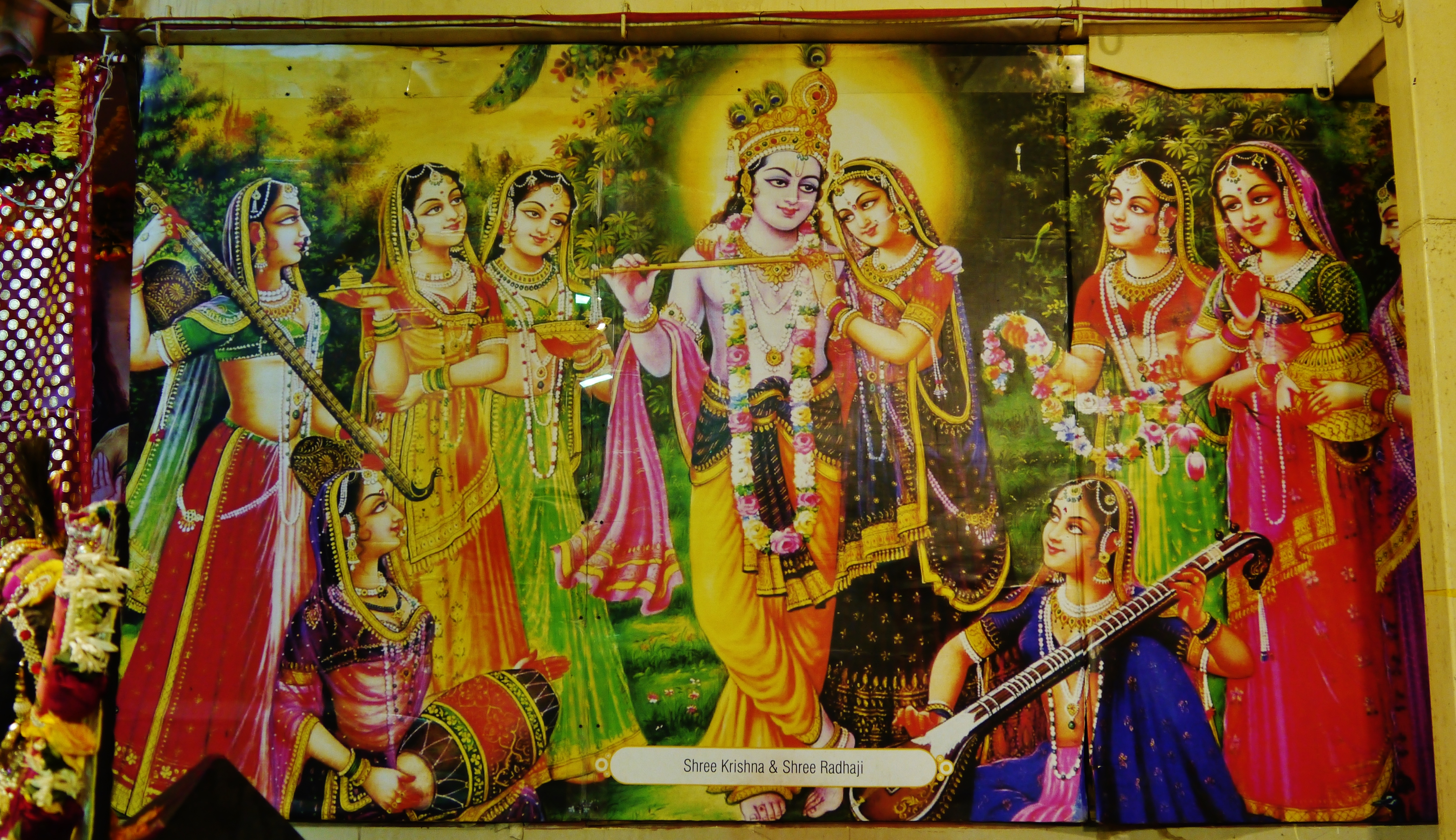
رادا كريشنا
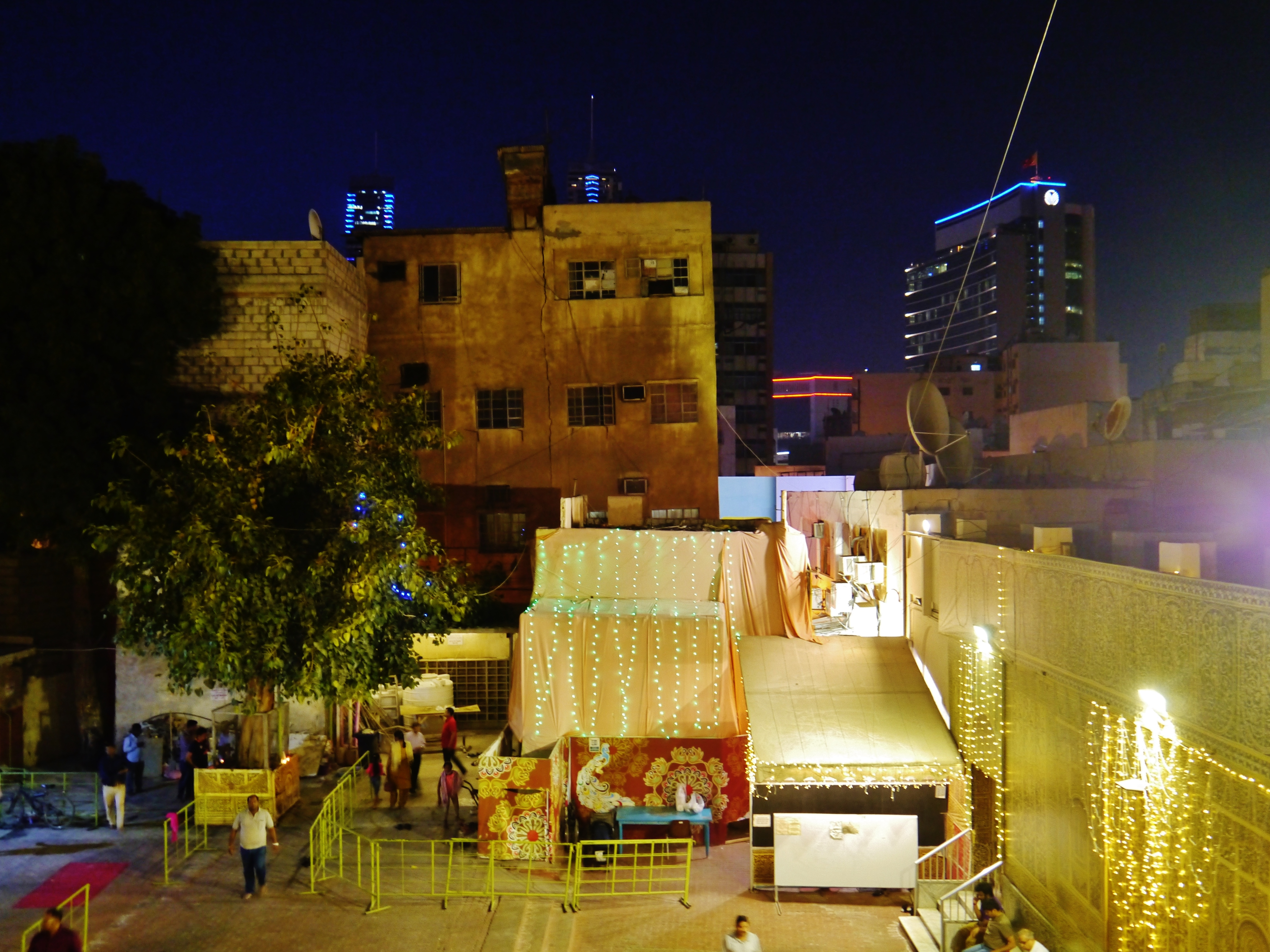
أمام المعبد، في الحي
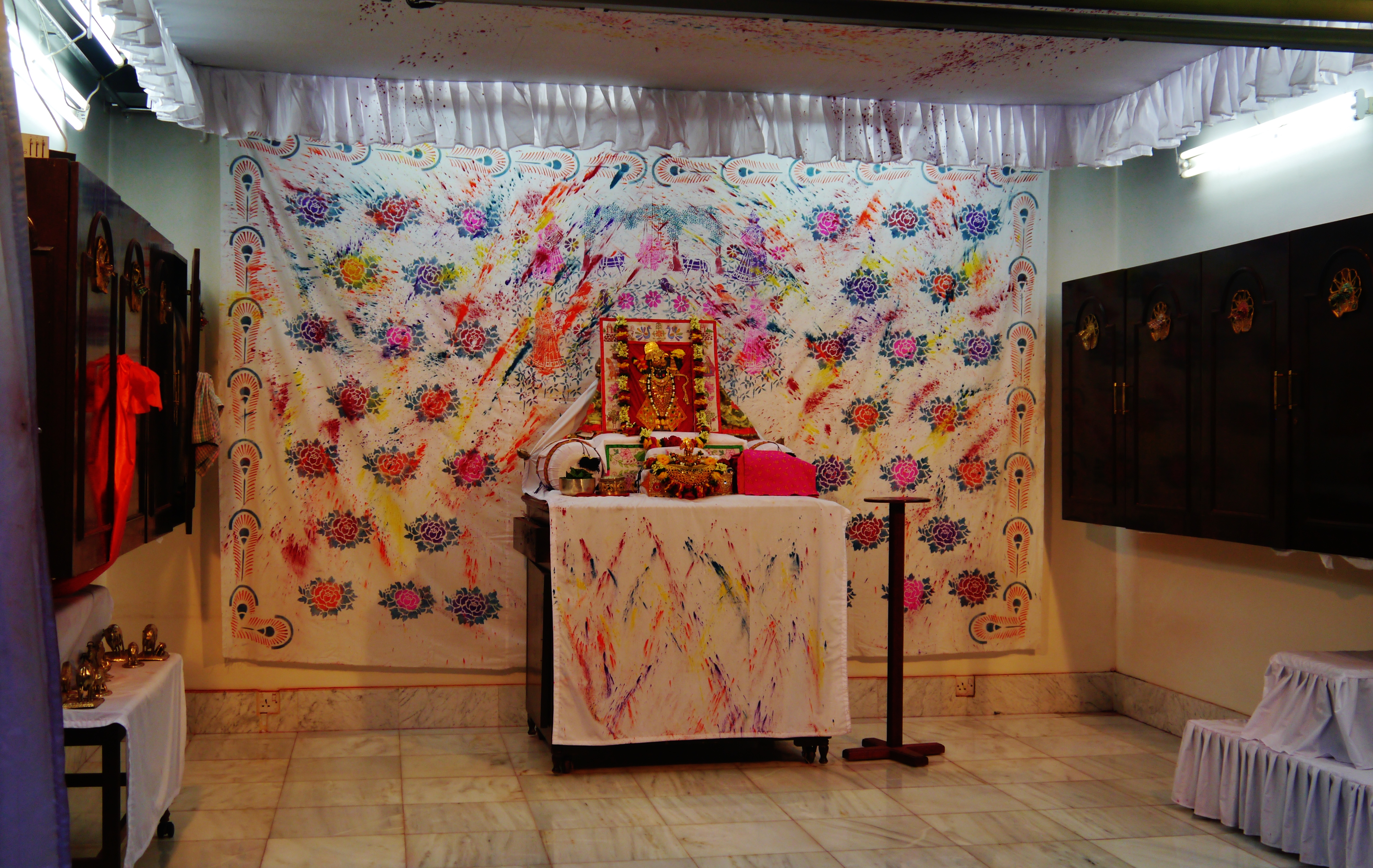
التصميمات الداخلية للمعبد

## أنظر أيضا
- معبد سوامينارايان في أبو ظبي، الإمارات العربية المتحدة